# Anisodes celebensis
Anisodes celebensis là một loài bướm đêm trong họ Geometridae.